# Diocèse de Matanzas
Le diocèse de Matanzas (en latin : Dioecesis Matansansis ; en espagnol : Diócesis de Matanzas) est un diocèse de l'Église catholique à Cuba, suffragant de l'archidiocèse de San Cristóbal de La Havane.

## Territoire

Diocèse de Matanzas

Il est situé sur la province de Matanzas sur un territoire d'une superficie de 12 964 km2 divisé en 35 paroisses. L'évêché est à Matanzas où se trouve la cathédrale saint Charles Borromée.

## Histoire
Le diocèse est érigé le 10 décembre 1912 par la bulle Quae catholicae religioni du pape Pie X en prenant sur le territoire du diocèse de San Cristóbal de la Havane (aujourd'hui archidiocèse de San Cristóbal de La Havane).
Nommé suffragant de l'archidiocèse de Santiago de Cuba lors de sa création, il intègre la province ecclésiastique de de San Cristóbal de La Havane le 6 janvier 1925.

## Évêques
- Charles Warren Currier (1913-1914)
- Severiano Sainz y Bencamo (1915-1937)
- Alberto Martín y Villaverde (1938-1960)
- José Maximino Eusebio Domínguez y Rodríguez (1961-1986)
- Mariano Vivanco Valiente (1987-2004)
- Manuel Hilario de Céspedes y García Menocal (2005-2022)
- Juan Gabriel Díaz Ruiz (2022- )